# Тёсовский лес
Тёсовский лес — государственный природный заказник (комплексный) регионального (областного) значения Московской области, целью которого является сохранение ненарушенных природных комплексов, их компонентов в естественном состоянии; восстановление естественного состояния нарушенных природных комплексов, поддержание экологического баланса. Заказник предназначен для:
- сохранения и восстановления природных комплексов;
- сохранения местообитаний редких видов растений, грибов, лишайников и животных;
- ведения мониторинга видов животных, растений, грибов и лишайников, занесённых в Красную книгу Московской области;
- выполнения научно-исследовательских работ по изучению объектов особой охраны заказника.

Местонахождение: Московская область, Можайский городской округ, между деревнями Игумново, Ченцово, Первое Мая и руслом реки Москва. Общая площадь заказника составляет 517,18 га (в том числе участок 1 — 332,51 га, участок 2 — 133,0 га, участок 3 — 51,67 га). Заказник состоит из трёх участков. Участок 1 включает: квартал 26 и частично кварталы 27 (часть квартала к северо-западу от автодороги Можайск — Большое Тёсово), 29 (часть квартала к северу от линии газопровода), 30 и 31 (участки кварталов к северо-западу от автодороги Можайск — Большое Тёсово) Можайского участкового лесничества Бородинского лесничества; фрагмент земельного участка к востоку от линии газопровода, относящегося к землям сельскохозяйственного назначения; а также участки иных земель, расположенных в долине реки Москвы между лесным кварталом 26 Можайского участкового лесничества и рекой Москвой. Участок 2 включает части кварталов 27, 29, 30 и 31 (участки кварталов к юго-востоку от автодороги Можайск — Большое Тёсово) Можайского участкового лесничества Бородинского лесничества. Участок 3 включает: квартал 28 Можайского участкового лесничества Бородинского лесничества; а также участки иных земель, расположенных в долине реки Москвы между лесным кварталом 28 Можайского участкового лесничества и рекой Москвой.

## Описание
Территория заказника располагается на правобережье реки Москвы в её верхнем течении в зоне распространения моренных и моренно-водно-ледниковых равнин Смоленской физико-географической провинции. Заказник включает прорезаемые овражно-балочными формами рельефа участки долины реки Москвы с поймами и надпойменными террасами и прилегающую возвышенную холмистую моренную равнину. Кровля дочетвертичных пород местности представлена отложениями среднего карбона — пёстрыми глинами с прослоями известняков на песках, а также доломитами и известняками с прослоями мергелей и глин. Абсолютные высоты в границах заказника изменяются от 157,5 м над уровнем моря (урез воды в реке Москве в северной оконечности участка 1) до 217 м над уровнем моря (вершина холма в западной части участка 2).

### Северный участок (№1)
Участок 1 заказника в своей северо-западной части включает фрагмент долины реки Москвы, а в юго-восточной — холмистую моренную равнину. Абсолютные высоты в пределах участка изменяются от 157,5 м над уровнем моря в его северной оконечности до 216 м над уровнем моря на его юго-восточной границе.
Занимающие наиболее возвышенное положение на участке 1 поверхности моренной равнины сложены покровными суглинками и супесями на морене. Уклоны основной поверхности равнины составляют 1—4 градуса.
В пределах долины реки Москвы на участке 1 выражены поверхности первой и второй надпойменной террас, а также высокой, средней и низкой пойм. Первая и вторая надпойменная террасы выражены на высотах 8—10 м и 14—15 м над урезом воды в реке соответственно. Поверхности террас сложены песчаными древнеаллювиальными отложениями, местами перекрытыми покровными и делювиальными суглинками и супесями. Крутизна бортов второй надпойменной террасы изменяется от 7 градусов до 20 градусов. Борта первой надпойменной террасы имеют крутизну 20—35 градусов, местами до 40—50 градусов. Поверхности надпойменных террас прорезаются оврагами. Наиболее крупный из них имеет в своей устьевой части ширину около 80 м, высота бортов оврага — 7—8 м, крутизна — 30 градусов. По бортам и днищам оврагов вскрываются сочения, по днищам протекают ручьи.
В северной оконечности участка 1 на поверхности второй надпойменной террасы образован песчано-гравийный карьер диаметром 50—60 м. Глубина карьера составляет около 6—7 м. В стенках карьера с поверхности вскрываются супесчаные и суглинистые отложения, под которыми залегают древнеаллювиальные слоистые мелко- и крупнозернистые пески с обильным обломочным материалом. В границах участка встречаются также антропогенные микроформы рельефа — воронки, ямы, траншеи глубиной до 1—1,5 м.
Пойма представлена как узкими подсклоновыми участками, так и широкими слабоволнистыми поверхностями. Ширина поймы изменяется от 20—50 м до 300—400 м (в северо-западной оконечности участка). Пойменный аллювий представлен преимущественно мелко-, средне- и крупнозернистыми песками, часто с галькой и валунами. Поверхности высокой поймы сформировались на высотах 3—3,5 (местами до 4 м) над урезом воды в реке. Средняя пойма образовалась на 1,5—2,5 м над урезом, низкая пойма выражена на уровне 0,5 м над урезом. В тыловой части поймы встречаются заболоченные старичные понижения, на пойме и на склонах первой надпойменной террасы вскрываются сочения.
Почвенный покров междуречных равнин участка 1 представлен преимущественно дерново-подзолистыми почвами. На песчаных террасах встречаются дерново-подзолы. На пойме образовались аллювиальные светлогумусовые почвы, по старичным понижениям встречаются аллювиальные торфяно-глеевые почвы, по днищам эрозионных форм в местах сочений образовались гумусово-глеевые и перегнойно-глеевые почвы.

### Южный участок (№2)
Участок 2 включает фрагмент холмистой моренной равнины. Абсолютные высоты в границах участка изменяются от 174 м над уровнем моря в его северной оконечности до 217 м над уровнем моря в его юго-западной части.
Междуречная моренная равнина осложнена холмами и сформировавшимися по понижениям ложбинами и балками, входящими в границы Участка 2 в своих верхних частях. Занимающий наиболее возвышенное положение в заказнике холм, частично входящий в границы участка (другая часть входит в участок 1), имеет длину около 800 м, ширину — около 500 м. Относительная высота холма составляет около 18 м. Высоты более мелких окружающих холмов равнины на участках 1 и 2 достигают 6—7 м. Крутизна склонов холмов составляет 3—5 градусов. Поверхности моренной равнины сложены покровными суглинками и супесями на морене. В ядрах холмов зачастую залегают известняковые отторженцы. На участке встречаются антропогенные формы рельефа — воронки, ямы, траншеи глубиной до 1—1,5 м, а также отвалы высотой до 1 м.
Почвенный покров моренной равнины на участке 2 представлен преимущественно дерново-подзолистыми почвами, а также дерново-подзолисто-глеевыми почвами по понижениям.

### Козиха (участок №3)
Участок 3 включает фрагмент долины реки Москвы с прилегающей междуречной равниной, прорезаемые системой крупных овражно-балочных форм.
Слабоволнистые поверхности междуречной равнины имеют уклоны 1—3 градуса и сложены обычно суглинистыми или супесчаными отложениями. Местами равнина осложнена всхолмлениями высотой 3—5 м.
В пределах долины реки Москвы выражены поверхности первой и второй надпойменных террас на высотах соответственно 8—10 м и 14—16 м над руслом реки. Превышение площадки второй надпойменной террасы над первой составляет обычно около 6 м. Борта второй надпойменной террасы имеют крутизну до 35—50 градусов. Площадки первой надпойменной террасы выражены не повсеместно и имеют ширину 40—50 м и более. Уклоны площадки — до 2—3 градусов. Поверхности площадки сложены песчано-супесчаными древнеаллювиальными отложениями. Борта первой надпойменной террасы имеют крутизну 25—45 градусов. На крутых террасных склонах выражены активные делювиальные процессы, образуются обвально-осыпные стенки, в местах сочений действуют оползневые процессы. Пойма представлена узкими подсклоновыми фрагментами шириной около 10 м и выражена обычно на высотах до 2—2,5 м над руслом.
С востока на запад по территории участка протянулись два крупных оврага с ручьями, в западной оконечности территории сливающиеся в один и выпадающие в долину реки Москвы. Протяжённость северной и южной эрозионных форм в границах участка 3 составляет соответственно 0,9 и 1,1 км. В своих средних частях они имеют ширину около 80—100 м. Высота бортов северного отрога достигает 8 м, крутизна его бортов в средней части — около 15 градусов, ширина днища — 15 м. В своих нижних частях отроги выражены по типу балок, ширина днища которых достигает 50—60 м. Крутизна бортов здесь изменяется от 5—10 градусов до 30 градусов.
По днищам указанных эрозионных форм протекают ручьи, сливающиеся на пойме в один водоток. Ширина ручьёв составляет 0,5—1 м, глубина — 0,05—0,15 м. По днищам ручьёв — песчаные и галечно-песчаные отложения. Русловой врез ручьёв достигает 1—1,2 м. Водотоки питают многочисленные сочения, вскрывающиеся по склонам эрозионных форм и надпойменных террас.
Почвенный покров на участке 3 представлен дерново-подзолистыми почвами и дерново-подзолами соответственно на суглинистых и песчано-супесчаных отложениях. По днищам оврагов и балок в местах сочений образовались гумусово-глеевые и перегнойно-глеевые почвы. На пойме сформировались аллювиальные светлогумусовые почвы.

### Флора и растительность
На большей части территории заказника распространены смешанные леса с участием старых сосен, ели, дуба, осины, липы и берёзы, есть заболоченные леса и небольшие верховые болота. В долине реки Москвы на террасах сохранились старовозрастные сосново-еловые сложные леса, по берегу реки тянутся сероольшаники с черёмухой высокотравные, на высокой и средней поймах представлены разнообразные луга. В понижениях среди пойменных лугов имеются небольшие низинные болота. На некоторых участках долины в условиях сложного рельефа многовидовые красочные склоновые луга с группами берёз и сосен сочетаются с вязовниками и сероольшаниками высокотравными и влажнотравными.
На водораздельной части участка 1 преобладают смешанные елово-широколиственные, мелколиственно-еловые с участием дуба, липы и сосны лещиновые кислично-широкотравные и широкотравно-волосистоосоковые леса с папоротниками. Везде в древостое участвуют берёза и осина. Местами встречаются очень старые сосны с диаметром стволов около 50 см. Общая сомкнутость древесного яруса — 90 процентов, диаметр стволов деревьев в среднем составляет 30—35 см. Подрост образован елью и рябиной. Кустарниковый ярус густой, доминирует лещина, встречаются жимолость лесная, бересклет бородавчатый, калина обыкновенная, изредка — волчеягодник обыкновенный (редкий и уязвимый вид, не включённый в Красную книгу Московской области, но нуждающийся на её территории в постоянном контроле и наблюдении). Травяной ярус образуют виды дубравного широкотравья: осока волосистая (обильна), копытень европейский, звездчатка жестколистная, герань лесная, зеленчук жёлтый, лютик кашубский, сныть обыкновенная, фиалка удивительная, чина весенняя. Обильна ветреница дубравная, занесённая в Красную книгу Московской области. Из таёжных видов обычны кислица обыкновенная (довольно обильна), майник двулистный, ожика волосистая, осока пальчатая, вейник тростниковидный, костяника. Повсеместно встречаются папоротники — щитовник игольчатый, или картузианский, щитовник мужской и кочедыжник женский, редко встречается голокучник Линнея. Отмечены гнездовка настоящая, земляника мускусная (оба — редкие и уязвимые виды, не включённые в Красную книгу Московской области, но нуждающиеся на её территории в постоянном контроле и наблюдении), адокса мускусная, норичник шишковатый, живучка ползучая, купена многоцветковая, ландыш майский, вороний глаз четырёхлистный.
В старовозрастных разреженных берёзовых и елово-берёзовых разнотравных лесах с подростом рябины на стволах старых берёз обильна эверния многообразная и редко встречается бриория буроватая (сивоватая), занесённая в Красную книгу Московской области.
В производных средневозрастных берёзовых редкотравных лесах с подростом ели, кислицей, ветреницей дубравной и осокой волосистой отмечен подрост широколиственных деревьев и старые сосны. Вырубки засажены елью (15—20 лет), активно разрастаются молодые берёзы, осины, ива козья, сныть и иван-чай. На вырубках сохранены единичные сосны 50—60 лет.
На пологих склонах водоразделов распространены старовозрастные берёзово-еловые и елово-берёзовые леса с осиной, дубом (диаметр стволов до 35—40 см) и старыми соснами (диаметр стволов до 55 см) кислично-широкотравные с участием таёжных видов и различных папоротников, в том числе с орляком (пятнами). Местами есть черника и зелёные мхи — плагиомниумы, родобриум розочковый, атрихум удлинённый, эуринхиум, ритидиадельфус трёхгранный. Отмечены единичные сухие ели. В понижениях появляются группы деревьев ольхи серой, малины, жимолости лесной, кочедыжника, звездчатки дубравной, яснотки крапчатой, гравилата городского и живучки ползучей.
По несколько более крутым участкам водораздельных склонов есть еловые старовозрастные леса с участием осины и сосны лещиновые кислично-волосистоосоково-широкотравные с участием дуба во втором ярусе и клёна в подросте. Диаметр стволов старых елей достигает 55 см. В некоторых ельниках появляется растущая кустами липа (диаметр стволов — 25—35 см).
Крутые склоны долины реки Москвы заняты елово-берёзовыми и берёзово-еловыми лесами с сосной и осиной бересклетово-лещиновыми широкотравными и хвощево-широкотравными. Старые сосны имеют в них диаметр стволов от 50—55 до 70—80 см. Подрост образуют рябина, ива козья, черёмуха и ель. Из видов широкотравья доминирует зеленчук жёлтый, звездчатка жестколистная, живучка ползучая, сныть и копытень. Довольно много кислицы, встречаются гравилат речной и вейник тростниковидный. Леса засорены недотрогой мелкоцветковой и чистотелом. Среди леса есть зарастающие лещиной и подростом мелколиственных пород вырубки, небольшие участки заняты еловыми мелкотравно-зеленомошными сообществами с майником, кислицей и ожикой волосистой.
По террасам реки Москвы и их склонам распространены сосново-еловые и берёзово-еловые с единичной сосной леса с участием ольхи серой и черёмухи бересклетово-лещиновые, кислично-зеленчуковые леса с лесным сорнотравьем и влажнотравьем, хвощами лесным или луговым, щитовником мужским, звездчаткой жестколистной, копытнем и снытью. Здесь встречается колокольчик широколистный, а по прогалинам — колокольчик персиколистный (оба — редкие и уязвимые виды, не включённые в Красную книгу Московской области, но нуждающиеся на её территории в постоянном контроле и наблюдении). На довольно богатых почвах здесь в древостое появляется липа. А в травяном покрове доминирует пролесник многолетний. На крутых обрывах растут пузырник ломкий, воронец колосистый, кипрей горный, осоки пальчатая и корневищная, мятлик дубравный, перловник поникший и зелёные мхи. На стволах старых берёз по краю елово-соснового леса редко встречается бриория буроватая (сивоватая).
В сероольшанике с черёмухой и хмелем, расположенном в самой нижней части склона на границе с высокой поймой, обильны малина, бузина, гравилат речной, сныть, крапива, купырь лесной, дудник лесной, хвощи лесной и луговой, звездчатка дубравная (обильна), лютик ползучий, вербейник монетчатый, будра плющевидная, чистотел большой, овсяница гигантская, герань болотная, бодяк огородный, ежа сборная, щавель конский, лопух большой. Нередко заросли образует ежевика.
В местах сочений и у родников на склоне вблизи берега реки Москвы обильны камыш лесной, хвощ речной, вероника поточная, подмаренник приручейный, таволга, крестовник приречный, сердечник горький, недотрога обыкновенная. Местами на сырых лугах есть смородина чёрная, синюха голубая (редкий и уязвимый вид, не включённый в Красную книгу Московской области, но нуждающийся на её территории в постоянном контроле и наблюдении).
На высокой пойме реки Москвы распространены разнотравно-злаковые и купырево-злаковые луга с обилием ежи сборной и купыря лесного. На этих лугах встречаются вероника дубравная, таволга вязолистная, хвощ полевой (обилен), лисохвост луговой, валериана (обильна), бодяк полевой, лютик ползучий, василистник светлый, васильки раскидистый и луговой, подмаренник луговой, зверобой продырявленный, свербига восточная, осока мохнатая и другие.
Местами есть участки наземновейниковых лугов с подростом берёзы, осины, ольхи серой или сосны с группами шиповника майского. Обильна ястребинка зонтичная, земляника лесная (пятна), кульбаба шершавоволосистая (пятна), поповник, или нивяник обыкновенный, горошки мышиный и заборный, короставник полевой, василёк луговой, изредка растёт любка двулистная (редкий и уязвимый вид, не включённый в Красную книгу Московской области, но нуждающийся на её территории в постоянном контроле и наблюдении), также произрастает пальчатокоренник Фукса (редкий и уязвимый вид, не включённый в Красную книгу Московской области, но нуждающийся на её территории в постоянном контроле и наблюдении).
В старичных понижениях и ложбинах на высокой пойме есть низинные влажнотравно-щучковые луга с небольшими низинными болотцами. На болотах присутствуют осоки лисья и дернистая, хвощ речной, таволга вязолистная, горицвет кукушкин и лютик ползучий, вероника щитковая, дербенник иволистный, жерушник болотный, горец земноводный, щучка дернистая и кипрей волосистый. На границе низинного луга и болота произрастают пальчатокоренник мясо-красный, и купальница европейская (оба — редкие и уязвимые виды, не занесённые в Красную книгу Московской области, но нуждающиеся на её территории в постоянном контроле и наблюдении), и пальчатокоренник балтийский, или длиннолистный (занесён в Красную книгу Российской Федерации и Красную книгу Московской области).
По небольшим низинным болотам, подпитывающимся за счёт подсклоновых сочений, на границе с сероольшаниками растут камыш лесной, таволга вязолистная, осоки мохнатая, острая и вздутая, хвощ речной, подмаренники приручейный и болотный, вербейник обыкновенный, валериана лекарственная, горицвет кукушкин, частуха водяная, незабудка болотная, группами встречается ива пятитычинковая и пепельная.
Луга средней поймы, её грив и склонов — разнотравно-кострецовые, жабрицево-клубнично-узкомятликовые с кострецом безостым, осокой ранней, овсяницей красной, полевицей тонкой, ежой сборной, жабрицей порезниковой, васильком шероховатым, земляникой полевой, или луговой клубникой, подмаренником мягким, колоском душистым, ясколками дернистой и полевой, подорожником средним, истодом хохлатым, лютиком едким.
Низкая пойма и понижения на средней пойме заняты кострецовыми лугами с борщевиком сибирским, репешком обыкновенным, подмаренниками мягким и приручейным, купырем, бутенем Прескотта, крапивой, крестовником приречным, василистником простым, местами — с райграсом высоким.
По берегу реки Москвы растут ольха серая, ива пятитычинковая и ломкая, двукисточник тростниковый, осока острая, недотрога железистая. В воде обильны рдесты — блестящий и пронзённолистный, группами встречаются водяные лютики — расходящийся и Кауфмана, сусак зонтичный, кубышка жёлтая, горец плавающий. В небольшой заводи на илистом грунте редко встречается турча болотная, занесённая в Красную книгу Московской области.
На водораздельной поверхности участка 2 наибольшие площади заняты смешанными лесами с елью, берёзой, осиной, дубом и сосной лещиновыми широкотравными, кислично-широкотравными и широкотравно-волосистоосоковыми лесами с ветреницей дубравной и папоротниками. В таких лесах редко произрастает любка зелёноцветковая, занесённая в Красную книгу Московской области.
Среди этих лесов есть участки почти чистых старых ельников с участием сосны и сосново-еловых кисличных и кислично-широкотравных с пятнами черники. Старые берёзы и сосны имеют диаметр стволов около 50—55 см. Изредка второй древесный ярус образует липа. В спелых сосново-еловых лесах есть лесокультуры ели под пологом. В кисличных еловых лесах обильна жимолость, живучка, встречаются воронец колосистый, подмаренник трёхцветковый, грушанка малая.
Березово-еловые леса, окружающие заболоченные участки, отличаются обилием крушины ломкой, майника, седмичника европейского, черники, брусники и щитовника игольчатого. В понижениях имеются заболоченные леса с елью и берёзой, крушиной ломкой, ивой пепельной хвощево-сфагновые с вахтой трёхлистной, вербейником обыкновенным, вейником сероватым, осокой пузырчатой и сероватой.
Редко встречаются верховые сосновые болота с крупными кочками пушицево-чернично-сфагновые с черникой, клюквой болотной и багульником болотным (единичен), осоками чёрной и вздутой. На стволах сосен и редких берёз растёт редкий лишайник, занесённый в Красную книгу Московской области, — уснея жестковолосатая. Болото окружено топкой полосой с вейником сероватым, вахтой, кизляком кистецветным, ивой пепельной.
На участке 3 встречаются склоновые сосновые с широколиственными породами и широколиственные леса, пойменные сероольшаники, старовозрастные посадки сосны, суходольные и пойменные луга.
Сосновый старовозрастный лес с участием широколиственных пород на склоне коренного берега (диаметр стволов до 80 см) лещиновый с ивой козьей, подростом дуба широкотравный расположен в юго-западной части участка 3. Кусты лещины имеют значительный возраст и размеры (диаметр стволиков до 8—10 см). Есть также жимолость и бересклет бородавчатый. Травяной покров представлен неморальными видами — зеленчуком, копытнем, снытью, фиалкой удивительной, звездчаткой жестколистной, щитовником мужским, а также другими лесными и сорно-лесными видами: живучкой ползучей, вороньим глазом, хвощем лесным, купеной многоцветковой, чистецом лесным, адоксой мускусной, крапивой, чистотелом, бутенем ароматным, щитовником игольчатым, или картузианским.
Здесь на валеже под лещиной обнаружен редкий охраняемый гриб — ежовик коралловидный, занесённый в Красную книгу Московской области. По краю сосняка встречаются участки с осиной и дубом в первом ярусе.
На вершинной части террасы по краю поля и линии электропередачи имеются посадки сосны со следами пожаров сорнотравно-злаковые. Среди сосен растут отдельные кусты караганы древовидной. Здесь есть пикниковые стоянки с вытоптанным растительным покровом. Преобладают кострецово-крапивные сообщества с бутенем Прескотта, иван-чаем, пустырником волосистым, бодяком полевым, полынью обыкновенной.
Лесокультура сосны на склонах террасы имеет возраст около 70 лет. Диаметр стволов сосен в среднем составляет 35—40 см, на опушках сосны развиты лучше. В сомкнутых загущённых посадках кустарников мало, а на более разреженных участках развит подлесок из черёмухи, рябины, лещины, малины, бузины, реже — бересклета. Травяной покров посадок образован сорнотравьем и широкотравьем, есть также лугово-лесные виды. Доминируют чистотел, яснотка крапчатая, крапива, бутень Прескотта, купырь лесной и кислица обыкновенная. На стволах ели и старой берёзы, растущих на опушке, здесь кроме эвернии многообразной найдена бриория буроватая (сивоватая).
На склонах террасы есть участки разреженных березняков с единичными соснами, злаково-разнотравные. В травяном покрове встречаются растения разреженных сосновых лесов и склоновых лугов: обилен колокольчик персиколистный, колокольчик круглолистный, группами растут вероника широколистная, ястребинка зонтичная, золотая розга, клевер горный и различные злаки.
На опушках кроме них произрастают: клевер средний, марьянник дубравный (местами обилен), клевер гибридный, горошек заборный, подмаренник мягкий, васильки шероховатый и луговой, полевица тонкая и овсяница красная.
В нижней части склона ближе к реке в посадках увеличивается примесь берёзы и лещины, а в травостое — лугово-лесных и луговых видов: ландыша, вейников наземного и лесного, вероники широколистной, буквицы лекарственной, клевера среднего, чины лесной, перловника поникшего, золотарника обыкновенного, земляники лесной, зверобоя продырявленного, осоки соседней, костяники, ежи сборной. Здесь встречен также колокольчик персиколистный.
На склонах довольно глубокой балки развиты широколиственные леса с дубом и липой лещиновые широкотравные с зеленчуком жёлтым, снытью и другими дубравными видами. По днищу балки тянутся сероольшаники с черёмухой и группами старых деревьев ольхи чёрной на участках сочений. Здесь растут таволга вязолистная, герань Роберта, скерда болотная, бодяк огородный, манник дубравный.
По другим менее глубоким балкам встречаются сероольшаники сорнотравно-влажнотравные, а на склонах балок произрастают леса с дубом, вязом, рябиной, черёмухой, берёзой сорнотравно-широкотравные с ландышем, гравилатом городским, чистотелом, ясноткой крапчатой, чиной весенней. По опушкам лесов развиты высокотравно-кострецовые луга с бутенем Прескотта.
Одним из самых ценных растительных сообществ на территории участка 3 является вязовник жимолостный ежевичный хвощево-широкотравный на крутом склоне к реке Москве с сочениями подсклоновых грунтовых вод. Вязы имеют высоту 25—27 м и диаметр стволов до 40—50 см. Сомкнутость крон древостоя — 80—90 процентов. У воды в нижней части склона растут также ива белая и ольха серая. Из кустарников здесь обычны ежевика, жимолость лесная и бузина. В травяном ярусе абсолютно доминируют хвощ зимующий, сныть, крапива, недотроги обыкновенная и мелкоцветная, яснотка крапчатая. Здесь встречен также чистец лесной, волдырник ягодный, колокольчик широколистный, лютик кашубский, бутень ароматный, будра плющевидная, овсяница гигантская, чистотел большой, вербейник монетчатый.
Суходольные луга развиты на склонах террасы разной крутизны и на высокой и средней пойме реки Москвы. Наиболее распространены кострецово-клубнично-полевицевые с васильком шероховатым, бедренцом-камнеломкой, люцерной серповидной, тысячелистником обыкновенным, вероникой широколистной, овсецом пушистым, погремком малым луга.
На крутом склоне к реке развиты многовидовые кострецово-васильково-порезниковые луга с клубникой, душицей, смолкой липкой, репешком, вероникой широколистной, мятликом узколистным, короставником, клевером горным, крестовником Якова, подмаренником мягким, луком овощным, зверобоем, колокольчиком персиколистным. На самых сухих склонах с более бедными почвами обильны кроме указанных видов душица, пупавка светло-жёлтая, бедренец камнеломка, икотник серо-зелёный, мыльнянка лекарственная, полынь равнинная и очиток едкий.
На выходах коренных пород представлены участки разнотравно-тимофеевково-мятликово-полевицевых лугов с земляникой полевой, или клубникой. Местами есть участки с зарослями вейника наземного, чины лесной и отдельными берёзами.
На одном из склонов террас среди разнотравно-полевицево-узкомятликового луга найдена крупная популяция (более 100 экземпляров) мытника Кауфмана (занесён в Красную книгу Московской области). В этом сообществе кроме упомянутых видов много трясунки средней, земляники полевой, или клубники, люцерны серповидной, овсяницы красной, василька лугового, подмаренника мягкого, колокольчика скученного, короставника полевого, лапчатки Гольдбаха, манжетки (виды) и зверобоя продырявленного.
Зарастающие залежи с подростом берёзы отличаются обилием нивяника обыкновенного, трехреберника непахучего, василька лугового, вероники дубравной, вьюнка полевого, тимофеевки луговой, овсяницы луговой, костреца безостого, купыря лесного, смолёвки обыкновенной, щавеля пирамидального, хвоща полевого и горошка мышиного. На сыроватом участке луга найден пальчатокоренник балтийский, или длиннолистный.
Луга высокой поймы реки Москвы представлены разнотравно-злаковыми сообществами. На большей части они представлены гераниево-таволгово-ежево-кострецовыми типами. Доминируют кострец безостый, ежа сборная, пырей ползучий, герани луговая и болотная, свербига восточная, купырь, таволга вязолистная, бутень Прескотта, подмаренник мягкий, репешок, борщевик сибирский, ясменник приручейный, горошек мышиный, хвощ полевой, василистник простой. Здесь на опушке леса также растёт колокольчик широколистный.
Средняя пойма занимает на участке небольшую площадь. Здесь развиты кострецово-порезниковые луга.
Заболоченные берега реки Москвы заняты влажнотравными лугами с таволгой вязолистной, бутенем Прескотта, камышом лесным, а по наиболее низким участкам — влажнотравно-осоковыми лугами с рогозом широколистным, осокой острой, валерианой лекарственной, кипреем волосистым, горцом земноводным, хвощом приречным, подмаренником приручейным, шлемником обыкновенным и крапивой. На этих лугах развиты группы из черёмух, древесных и кустарниковых видов ив — белой, ломкой, пятитычинковой, трёхтычинковой и пепельной.
По берегам реки Москвы развиты в основном сероольшаники высокотравно-влажнотравные с ивой ломкой, таволгой, крапивой, бутенем Прескотта, таволгой вязолистной, мягковолосником водяным, бодяком огородным, лопухом большим, кострецом безостым, гравилатом речным, пырейником собачьим, недотрогой обыкновенной, подмаренником приручейным, василистниками простым и жёлтым и колокольчиком широколистным. Здесь также много хмеля, встречается смородина чёрная.
По долинам небольших ручьёв, пересекающих пойму реки Москвы и впадающих в неё, есть сероольшаники с черёмухой высокотравно-влажнотравные. У воды встречены манник плавающий, двукисточник тростниковидный, камыш лесной, таволга вязолистная, пырейник собачий, крестовник приречный. Здесь у ручья растёт норичник теневой, или крылатый (занесён в Красную книгу Московской области).

### Фауна
Животный мир заказника отличается хорошей сохранностью и репрезентативностью для природных сообществ запада Московской области. На территории заказника обитают 90 видов позвоночных животных, относящихся к 19 отрядам четырёх классов, в том числе четырёх видов амфибий, одного вида рептилий, 64 видов птиц и 21 вида млекопитающих.
Основу фаунистического комплекса наземных позвоночных животных составляют виды, характерные для хвойных и смешанных лесов Нечернозёмного центра России. Доминируют виды, экологически связанные с древесно-кустарниковой растительностью.
В границах заказника выделяются четыре основных ассоциации фауны (зооформации): хвойных лесов; лиственных лесов; водно-болотных местообитаний; лугово-опушечных местообитаний.
Фауна всех трёх участков заказника, разделённых лишь местными автодорогами, является в целом единой и экологически связанной. Виды зооформаций водно-болотных и лугово-опушечных местообитаний связаны большей частью с участками 1 и 3 заказника, включающими участки поймы реки Москвы, где распространены соответствующие типы местообитаний. Иных существенных различий в фауне участков не выявлено. В связи с этим далее даётся единое описание участков заказника.
Русло реки Москвы не входит в состав заказника, иных существенных водоёмов здесь также не выявлено, в связи с этим ихтиофауна на территории заказника не представлена.
Лесная зооформация хвойных лесов, привязанная в своём распространении на обсуждаемой территории к еловым, сосновым и хвойно-мелколиственным лесам разных типов, и занимает преобладающую её часть. Основу населения хвойных лесов составляют: серая жаба, чиж, зелёная пеночка, желтоголовый королёк, белобровик, желна, сойка, ворон, буроголовая гаичка, обыкновенная бурозубка, лесная куница, рыжая полёвка, белка. Именно в старых еловых лесах, на всех участках территории заказника обитает кедровка — вид, занесённый в Красную книгу Московской области. Во влажных еловых лесах на склонах долины реки Москвы выявлено обитание медведица-госпожи — редкого вида бабочек, занесённого в Красную книгу Московской области. Также в еловых и елово-широколиственных лесах заказника обитает ещё одна редкая бабочка, занесённая в Красную книгу Московской области, — краеглазка эгерия.
На участках лиственных и смешанных лесов территории заказника преобладают выходцы из европейских широколиственных лесов: зарянка, чёрный дрозд, рябинник, иволга, вяхирь, обыкновенная кукушка, пеночка-трещотка, славка-черноголовка, зелёная пересмешка, мухоловка-пеструшка, лесная мышь. В смешанном лесу с густым подлеском лещины встречена орешниковая соня — исключительно редкий вид мелких млекопитающих, занесённый в Красную книгу Московской области.
Также именно на участках светлых дубовых и смешанных лесов территории встречаются три охраняемых вида бабочек, занесённых в Красную книгу Московской области: орденская лента малиновая, орденская лента малая красная и переливница большая, или ивовая.
Во всех типах лесов заказника встречаются: зяблик, обыкновенный поползень, обыкновенная пищуха, большой пёстрый дятел, вальдшнеп, обыкновенный снегирь, певчий дрозд, пеночка-весничка, пеночка-теньковка, большая синица, лазоревка, длиннохвостая синица, обыкновенный ёж и заяц-беляк. В глубоких оврагах и в местах заброшенных окопов времён войны роют свои норы барсуки (редкий и уязвимый вид, не включённый в Красную книгу Московской области, но нуждающийся на территории области в постоянном контроле и наблюдении). На участке 2 заказника обнаружены норы этого зверя.
По лесным опушкам и полянам территории заказника охотятся ястреба: тетеревятник и перепелятник. Здесь же встречается малый ночной павлиний глаз — вид бабочек, занесённый в Красную книгу Московской области.
Зооформация лугово-опушечных местообитаний играет важную роль в поддержании биоразнообразия обследованной территории. В основном этот тип животного населения связан с лугами, лесными полянами, опушками и вырубками. Среди пресмыкающихся именно эти биотопы предпочитает живородящая ящерица. Характерными представителями фауны птиц данных местообитаний являются: канюк, пустельга (редкий и уязвимый вид, не включённый в Красную книгу Московской области, но нуждающийся на территории области в постоянном контроле и наблюдении), коростель, лесной конёк, полевой жаворонок, обыкновенная овсянка, серая славка, сорока, белая трясогузка, луговой чекан, скворец, жулан, обыкновенная чечевица, черноголовый щегол. Среди млекопитающих в этих сообществах наиболее часто встречаются: обыкновенный крот и обыкновенная полёвка. Над лугами заказника кормятся по ночам летучие мыши, самой обычной среди которых является рыжая вечерница (редкий и уязвимый вид, не включённый в Красную книгу Московской области, но нуждающийся на территории области в постоянном контроле и наблюдении).
Именно в этом типе местообитаний на пойменных и суходольных лугах долины реки Москвы встречен редкий вид бабочек — махаон.
Пойма реки Москвы, долины впадающих в неё ручьёв и болота разных типов служат местом обитания видов водно-болотной зооформации. Среди амфибий здесь довольно многочисленны озёрная, травяная и остромордая лягушки. Среди птиц в этих биотопах гнездятся перевозчик, кряква, болотная камышевка, речной сверчок, садовая славка, обыкновенный соловей. Песчаные береговые обрывы в долине реки Москвы использует для устройства гнездовых колоний ласточка-береговушка. В пойме реки Москвы на участках 1 и 3 заказника постоянно кормятся серая цапля, речная крачка (редкий и уязвимый вид, не включённый в Красную книгу Московской области, но нуждающийся на территории области в постоянном контроле и наблюдении), а также сизая и озёрная чайки. Именно в пойме реки Москвы в пределах заказника регулярно кормится обыкновенный зимородок — вид птиц, занесённый в Красную книгу Московской области.
Среди млекопитающих здесь наиболее обычны: американская норка, речной бобр и водяная полёвка. Именно в этих местообитаниях в долине реки Москвы обитает речная выдра, занесённая в Красную книгу Московской области.
На небольшом верховом болоте на участке 2 заказника отмечена перламутровка северная — редкий вид бабочек, занесённый в Красную книгу Московской области. В этих же местообитаниях на участках верховых болот, а также по сырым лугам заказника обитает ещё один редкий вид бабочек — толстоголовка морфей.
Во всех типах естественных местообитаний заказника встречаются: горностай, ласка, лось, кабан, обыкновенная лисица.
К населённым пунктам, соседствующим с территорией заказника, тяготеют: серая ворона, деревенская ласточка, чёрный стриж, горихвостка-чернушка (редкий и уязвимый вид, не включённый в Красную книгу Московской области, но нуждающийся на территории области в постоянном контроле и наблюдении), белая трясогузка и ряд перечисленных выше луговых видов.

## Объекты особой охраны заказника
Охраняемые экосистемы: смешанные леса с участием старых сосен, ели, дуба, осины, липы и берёзы лещиновые широкотравные и кислично-широкотравные, старовозрастные сосново-еловые сложные леса склонов и террас; заболоченные леса, елово-берёзовые леса и небольшие верховые сосновые сфагновые болота; сероольшаники с черёмухой высокотравные; склоновые вязовники кустарниковые широкотравно-влажнотравные; многовидовые красочные склоновые луга долины реки Москвы с группами берёз и сосен; луга высокой, средней и низкой пойм с участками низинных болот.
Места произрастания и обитания охраняемых в Московской области, а также иных редких и уязвимых видов растений, грибов, лишайников и животных, зафиксированных на территории заказника, перечисленных ниже.
Охраняемые в Московской области, а также иные редкие и уязвимые виды растений:
- виды, занесённые в Красную книгу Российской Федерации и в Красную книгу Московской области: пальчатокоренник балтийский, или длиннолистный;
- виды, занесённые в Красную книгу Московской области: любка зелёноцветковая, ветреница дубравная, турча болотная, норичник теневой, или крылатый, мытник Кауфмана;
- виды, являющиеся редкими и уязвимыми таксонами, не включённые в Красную книгу Московской области, но нуждающиеся на территории области в постоянном контроле и наблюдении: пальчатокоренник Фукса, пальчатокоренник мясо-красный, любка двулистная, земляника мускусная, купальница европейская, гнездовка настоящая, волчеягодник обыкновенный, колокольчики широколистный и персиколистный, синюха голубая.

Охраняемые в Московской области виды лишайников, занесённые в Красную книгу Московской области: уснея жестковолосатая, бриория буроватая (сивоватая).
Охраняемые в Московской области виды грибов, занесённые в Красную книгу Московской области: ежовик коралловидный.
Охраняемые в Московской области, а также иные редкие и уязвимые виды животных:
- виды животных, занесённые в Красную книгу Московской области: медведица-госпожа, перламутровка северная, переливница большая, или ивовая, краеглазка эгерия, малый ночной павлиний глаз, орденская лента малиновая, орденская лента малая красная, обыкновенный зимородок, кедровка, речная выдра и орешниковая соня;
- виды животных, являющиеся редкими и уязвимыми таксонами, не включённые в Красную книгу Московской области, но нуждающиеся на территории области в постоянном контроле и наблюдении: махаон, толстоголовка морфей, речная крачка, пустельга, горихвостка-чернушка, рыжая вечерница и барсук.